# Assemblée de la noblesse de Simferopol
La maison de l'assemblée de la noblesse (Дом Дворянского собрания) est un édifice classé du centre-ville de Simferopol en Crimée situé 10 rue Gorki. Il est inscrit en 2016 au patrimoine architectural et culturel de la république de Crimée.
Depuis 2020, l'édifice abrite des salles de conférence de l'université de la culture de Crimée.

## Histoire

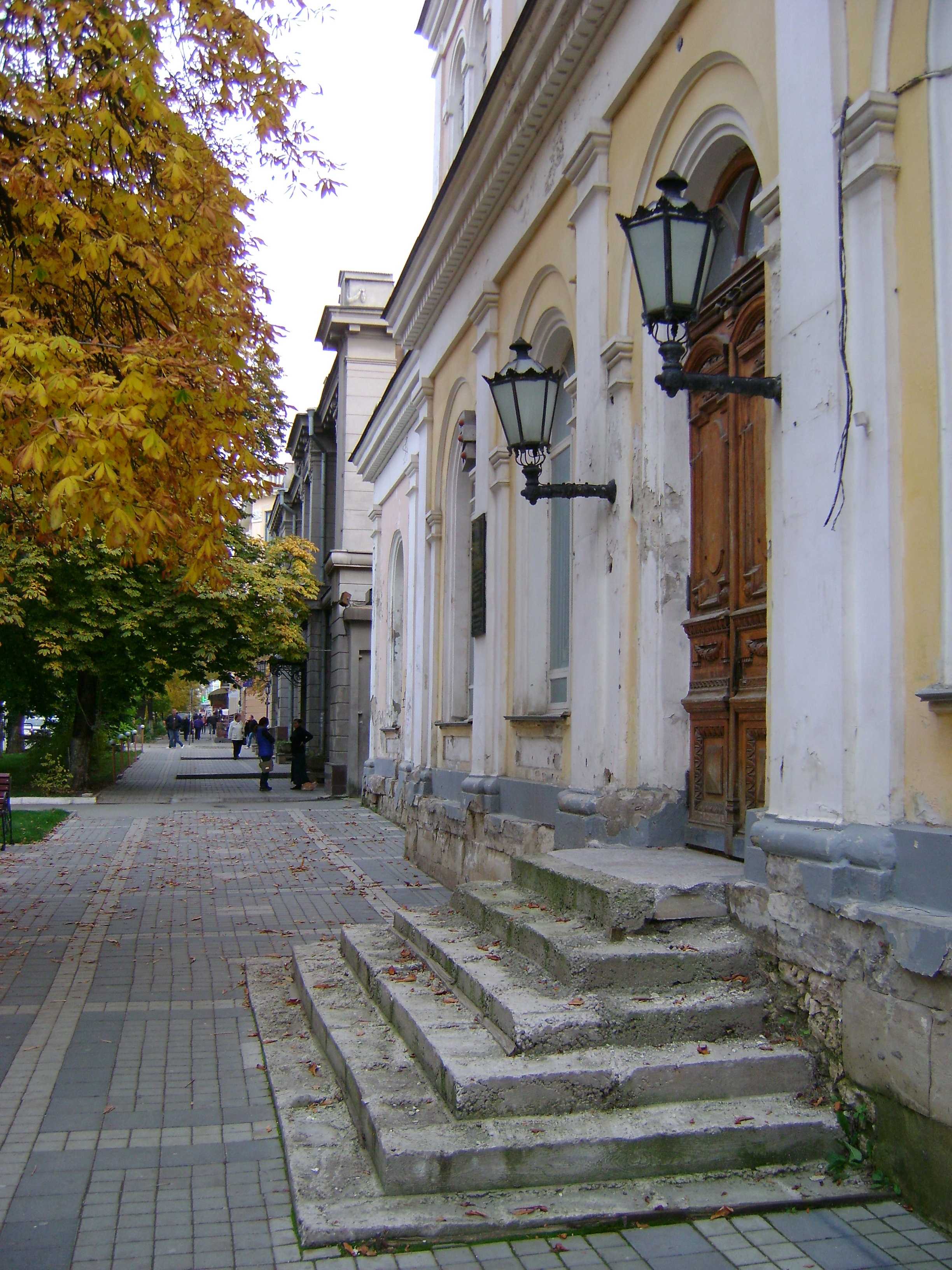
Entrée.

Cet édifice est bâti en style Empire en 1848 pour abriter l'assemblée de la noblesse, selon les plans de l'architecte du gouvernement de Tauride, Constantin Goniaïev. La rue Verte reçoit son nouveau nom de rue de la Noblesse. Philippe Weigel se souvient:
« Le 13, marchant le soir, j'entrai dans la vaste cour de l'assemblée de la noblesse, où quelque équilibriste de passage amusait et surprenait le public, composé surtout de gens du peuple, avec ses sauts sur un fil tendu. J'étais assis en redingote et j'avais presque chaud... »
L'entrée du bâtiment était mise en valeur par deux lanternes sur poteaux en fonte de part et d'autre de la porte. Le hall central spacieux était bien éclairé et décoré de peintures artistiques. Le bureau du maréchal de la noblesse était également élégamment équipé.
Les membres de l'assemblée étaient des représentants de la société noble du gouvernement de Tauride. L'assemblée de la noblesse était engagée dans la résolution des problèmes publics locaux, alors qu'il leur était interdit de discuter des problèmes de la structure de l'État. Pendant la guerre de Crimée (1854-1855), ce bâtiment abrita un hôpital militaire, où travailla le célèbre chirurgien Nikolaï Ivanovitch Pirogov. Il était assisté du docteur Botkine et des premières infirmières (appelées alors sœurs de la Miséricorde), dont la sœur de Griboïedov, Catherine, et la sœur de Bakounine, également prénommée Catherine. Une plaque mémorielle est apposée sur la façade en 1963.
Après la guerre, le club de la ville de Simferopol a fusionné en une seule institution avec l'assemblée, et sa bibliothèque a servi les larges couches de l'intelligentsia de la ville et a ensuite reçu le statut de bibliothèque publique. En 1920, elle est devenue la Bibliothèque régionale centrale de Crimée. Ses fonds comprenaient des livres de la première bibliothèque publique de la ville, la bibliothèque Toumanov, des bibliothèques de l'« Instruction » et celle du séminaire théologique. Le 7 novembre 1921, la bibliothèque ouvre ses portes au public.
Après la réorganisation de 2009, la bibliothèque déménage dans un autre bâtiment. Il est question que le bâtiment libéré accueille les fonds de la bibliothèque de la jeunesse, mais en 2011, il demeure complètement vide en raison de la reconstruction de la rue Gorki. Des éléments historiques de l'édifice disparaissent. Jusqu'en 2018, l'édifice périclite.
Les travaux de restauration commencent en 2018 appuyé par un fonds fédéral de 140 millions de roubles; respectant le caractère historique de l'édifice et permettant l'accès dans les meilleures conditions aux étudiants de l'université de culture, d'art et de tourisme de Crimée. Ils se terminent à l'automne 2020.
Le bâtiment est au Registre national des monuments d'Ukraine.

## Source de la traduction
- (ru) Cet article est partiellement ou en totalité issu de l’article de Wikipédia en russe intitulé « Дом дворянского собрания (Симферополь) » (voir la liste des auteurs).